# Die Kuh (1989)
Die Kuh ist ein sowjetischer Öl-auf-Glas-Animations-Kurzfilm von Alexander Petrow aus dem Jahr 1989.

## Handlung
Der Junge holt den Vater von den unweit des Hauses gelegenen Eisenbahnschienen und bringt ihn zum Stall der Familie: Die einzige Kuh im Besitz der Familie hat ein Junges zur Welt gebracht. Mit der Zeit wird aus dem kleinen Tier ein Jungbulle und der Vater verkauft ihn. Die Kuh kann den Verlust des Kindes nicht verwinden. Sie wird störrisch, zieht den Pflug nicht mehr und als der Junge sich tröstend an sie schmiegt, reißt sie sich vom Haltestrick los und bricht aus. Die Familie sucht vergeblich nach dem Tier.
Der Junge schläft am Abend im Stall ein und träumt von der Kuh, die ihn freundschaftlich auf ihren Hörnern trägt und später vom Pflug überrollt wird. Tatsächlich hält gerade ein Zug auf den Gleisen unweit des Hauses: Die Kuh wurde vom Zug überfahren. Der Junge berichtet, dass die Familie das Fleisch der Kuh gegessen habe, sodass sie der Familie alles von sich gegeben habe – ihr Junges, Fleisch, Innereien, Leder. Er habe die Kuh nie vergessen.

## Produktion
Die Kuh beruht auf einer Erzählung von Andrei Platonow. Es war das Filmdebüt von Alexander Petrow. Die Kuh wurde wie zahlreiche spätere Animationsfilme Petrows aufwändig mit Ölmalerei auf Glas animiert.

## Auszeichnungen
Auf der Berlinale 1990 erhielt Die Kuh in der Kategorie Bester animierter Kurzfilm eine lobende Anerkennung und gewann auf dem Ottawa International Animation Festival den OIAF-Award für das beste Filmdebüt. Auf dem Hiroshima Kokusai Animation Festival gewann der Film den Großen Preis.
Die Kuh wurde 1990 für einen Oscar in der Kategorie „Bester animierter Kurzfilm“ nominiert, konnte sich jedoch nicht gegen Balance durchsetzen.